# توا چوا
توا چوا (به لاتین: Tủa Chùa) یک منطقهٔ مسکونی در ویتنام است که در استان دین‌بین واقع شده‌است.